# Rio Ciocânea
O Rio Ciocânea é um rio da Romênia, afluente do Bârsa Groşetului, localizado no distrito de Braşov.